# Булевар деспота Стефана (Београд)
| Булевар деспота Стефана | Булевар деспота Стефана                                        |
| ----------------------- | -------------------------------------------------------------- |
|                         |                                                                |
| Општина                 | Стари Град                                                     |
| Крај                    | Вука Врчевића                                                  |
| Дужина                  | 2800 m                                                         |
| Названа                 | 2004                                                           |
| Стари називи            | Кнез Милетина, Кнеза Павла (до 1946), 29. новембра (1946—2004) |
|                         |                                                                |
|                         |                                                                |
|                         |                                                                |

Булевар деспота Стефана (познат и по старом називу: Улица 29. новембра) јесте београдски булевар и налази се на територији Градске општине Стари град и Градске општине Палилула.

## Називи улице
Улица се првобитно називала Кнез Милетина. Касније је добила име по кнезу Павлу Карађорђевићу и његово име је носила до 1946. године. Тада су нове комунистичке власти промениле назив у Улицу 29. новембра. Од 2004. године, промењено је име у Булевар деспота Стефана.

## Знаменитости
У Булевару деспота Стефана се налазе споменик деспоту Стефану Лазаревићу, Ботаничка башта Јевремовац, улаз у Скадарлију... Булевар је најпознатији по седишту Полицијске управе за Град Београд, која се често и назива по старом имену улице — 29. новембар.